# Силкин, Алексей Владимирович
Алексей Владимирович Силкин (род. 7 января 1977, Москва, СССР) — постановщик трюков, каскадёр, режиссёр массовых мероприятий. Член Гильдии каскадеров России, каскадер (с 1993), профессиональный постановщик трюков (с 2001), член Совета Гильдии каскадёров при Союзе кинематографистов России (с 2013). Лауреат премии Гильдии каскадёров России «Альтер Эго» в номинации «Лучшая батальная сцена» (2018).

## Биография
Родился в Москве.
Учился в Цирковом училище ГУЦЭИ (Государственное училище циркового и эстрадного искусства им. М. Н. Румянцева Государственное училище циркового и эстрадного искусства. В 1993 году поступил в Школу театр-студию каскадеров «Аква-Трюк» на обучение по специальности каскадер. С 1993 года начал сниматься в кино в качестве каскадера. Первая работа в кино в качестве каскадера в 1993 году в фильме «Завещание Сталина» режиссёра Михаила Туманишвили. В 1996 году окончил курсы видео-операторов. Работал в качестве видео-оператора в рекламном агентстве  «Premier SV»" и продюсерской компании «ЛИС’С».
С 1999 года член Ассоциации каскадеров России. С 2006 года — постановщик трюков Ассоциации каскадеров России. В 1999 создал Автономную некоммерческую организацию студию каскадеров «СТАНТ».
В 2000 организовал студию каскадёров «STUNT».
C 2013 года — член Союза кинематографистов России и член Совета Гильдии каскадёров России при Союзе кинематографистов России (правопреемник Ассоциации каскадёров России)

## Фильмография
- «За кулисами» реж. И.Талпа (постановщик трюков, каскадер) 2002 г.
- «Москва. Центральный Округ» реж. В. Щегольков (постановщик трюков, каскадер) 2003 г.
- «Москва. Центральный округ-2» реж. О. Перуновская (постановщик трюков) 2004 г.
- «Формула» реж. Д. Онищенко (постановщик трюков, каскадер) 2004 г.
- «Виола Тараканова» реж. Н. Хлопецкая (постановщик трюков) 2004 г.
- «Виола Тараканова-2» реж. Н. Хлопецкая (постановщик трюков) 2004 г.
- «Студенты» реж. О.Перуновская (постановщик трюков) 2005 г.
- «Дело о мертвых душах» реж. П. Лунгин (постановщик трюков) 2005 г.
- «Бедные родственники» реж. П. Лунгин (постановщик трюков, каскадер) 2005 г.
- «Проклятый рай» (постановщик трюков) 2006 г.
- «Остров» реж. П. Лунгин (постановщик трюков) 2006 г.
- «Морская душа» реж. Д. Федоров (постановщик трюков) 2007 г.
- «Глянец» реж. А. Кончаловский (постановщик трюков) 2007 г.
- «Жестокость» реж. М. Любакова (постановщик трюков) 2007 г.
- «Бешенная» реж. Д. Федоров (постановщик трюков) 2007 г.
- «После жизни» реж. О. Осипов (постановщик трюков) 2008 г.
- «Человек без пистолета» реж. А. Черных (постановщик трюков) 2008 г.
- «Розыгрыш» реж. О. Кудиенко (постановщик трюков) 2008 г.
- «АССА-2» реж. С. Соловьев (постановщик трюков) 2009 г
- «Путь» реж. В. Пасичник (каскадер) 2009 г.
- «ЦАРЬ» реж. П. Лунгин (постановщик трюков, каскадер) 2009 г.
- «Юленька. Смертельные уроки» реж. А. Стриженов (постановщик трюков) 2009 г.
- «Любовь в большом городе-2» реж. М. Вайсберг (постановщик трюков) 2010 г.
- «Мелодия любви» реж. Е. Двигубская (постановщик трюков) 2010 г.
- «Мой личный Враг-2» (постановщик трюков, каскадер) 2010 г.
- «Компенсация» реж. Вера Сторожева (постановщик трюков) 2010 г.
- «Ирония любви» реж. А. Черняев (постановщик трюков) 2010 г.
- «Свадьба по обмену» реж. Дмитрий Грачев (постановщик трюков, каскадер) 2010 г.
- «Закрытая школа-3» реж. К. Максимов (постановщик трюков) 2011 г.
- «20 лет без любви» реж. А. Рудаков (постановщик трюков, каскадер) 2011 г.
- «Брак по завещанию-2» реж. Василий Сериков (постановщик трюков) 2011 г.
- «Энтропия» реж. М. Саакян (постановщик трюков) 2012
- «Верю» реж. А. Будько (постановщик трюков) 2012
- «Собачья работа» реж. А. Рудаков (постановщик трюков) 2012 г.
- «Чемпионки» реж. П. Дроздов (постановщик трюков) 2012 г.
- «Если бы да Кабы…» реж. О. Осипов (постановщик трюков) 2012 г
- «Все включено-2» реж. Эдуард Радзюкевич (постановщик трюков) 2013 г.
- «Быстрей чем кролики» реж. Д. Дьяченко (каскадер) 2013 г.
- «Дурная кровь» реж. С. Бобров (постановщик трюков) 2013 г.
- «Параллельная жизнь» реж. С. Бобров (постановщик трюков) 2013 г.
- «Условия контракта-2» реж. О. Массарыгин (постановщик трюков) 2013 г
- «Поворот на оборот» реж. А. Семенова (постановщик трюков) 2013 г.
- «Кухня» реж. Д. Дьяченко (каскадер) 2013 г.
- «Улыбка пересмешника» реж. А.Рудаков (постановщик трюков) 2014 г.
- «Чужая жизнь» реж. А. Пуустусмаа (постановщик трюков) 2014 г
- «Между двух огней» реж. Дмитрий Булин (постановщик трюков) 2014 г.
- «Белый Ягель» реж. В. Тумаев 2014 г.
- «ЧБ» реж. Евгений Шелякин (постановщик трюков) 2014 г.
- «Господа-Товарищи» реж. Алексей Рудаков (постановщик трюков) 2014—2015 г.
- «Код Каина» реж. William de Vital (каскадер) 2015 г.
- «72 часа» реж. Кира Ангелина (постановщик трюков) 2015 г.
- «SOS, Дед Мороз, или Всё сбудется!» реж. А. Геворгян (постановщик трюков) 2015 г.
- «Демон революции»,"Меморандум Парвуса" реж. В. Хотиненко (постановщик трюков) 2017 г.
- «Бабушка легкого поведения» реж. Марюс Вайсберг (постановщик трюков) 2017 г.
- «Доктор Рихтер» реж. Андрей Прошкин Илья Казанков (постановщик трюков) 2017 г.
- «Мешок без дна» реж. Рустам Хамдамов (постановщик трюков) 2017 г.
- «Доктор Рихтер» −2 реж. Андрей Прошкин Илья Казанков (постановщик трюков) 2018 г.
- «Пляж. Жаркий сезон»-2 реж. Леонид Белозорович (постановщик трюков) 2018 г
- «Сучья война» реж. Николай Борц (постановщик трюков) 2019 г.
- «Грех» реж. Андрей Кончаловский (постановщик трюков) 2019 г.
- «Бабушка легкого поведения-2» реж. Марюс Вайсбег (постановщик трюков) 2019 г.
- «Рая знает все! −2» (постановщик трюков) 2019 г.
- «Миллиард» реж. Роман Прыгунов (постановщик трюков) 2019 г
- «Доктор Рихтер» −3 реж. Антон Борматов (постановщик трюков) 2019 г.
- «СССР» реж. Алексей Рудаков (постановщик трюков) 2020 г.
- «Дорогие товарищи !» реж. Андрей Кончаловский (постановщик трюков) 2020 г.
- «Не идеальный мужчина» реж. Марюс Вайсберг (постановщик трюков) 2020 г.
- «Давай найдем друг друга» реж. Дмитрий Черкасов (постановщик трюков) 2020 г.
- «Человек из Подольска» реж. Семен Серзин (постановщик трюков) 2020 г.
- «Прабабушка легкого поведения» реж. Марюс Вайсбег (постановщик трюков) 2021 г.
- «Жена олигарха» реж. Мария Кравченко (постановщик трюков) 2021 г.
- «Сцены из супружеской жизни» реж. Шота Гамисония (постановщик трюков)
- «Серебряный Волк» реж. Евгений Звездаков (постановщик трюков) 2021 г.
- «Собор», реж. Сергей Гинзбург, Джаник Файзиев (постановщик трюков) 2021 г.
- «Либерия: Охотники за сокровищами» реж. Глеб Орлов (постановщик трюков) 2022 г.
- «Наводнение» реж. Иван Твердовский (постановщик трюков) 2022 г.
- «Этерна» реж. Евгений Невский (постановщик трюков) 2022 г.
- «Спасти единственного сына» реж. Николай Хомерики (постановщик трюков) 2023 г.
- «Кибердеревня» реж. Сергей Васильев (постановщик трюков) 2023 г.
- «Волшебный участок» реж. Степан Гордеев (постановщик трюков) 2023 г.
- к/к «Панические атаки» реж. Иван Твердовский (постановщик трюков) 2024 г.
- к/к «Конец славы» реж. Марюс Вайсбег (постановщик трюков) 2024 г.
- «Мой любимый Чемпион» реж. Александр Данилов (постановщик трюков) 2024 г.
- «Красный 5» реж. Евгений Шелякин (постановщик трюков) 2024 г.
- «МИЛЯ» реж. Оксана Мафагел (постановщик трюков) 2024 г.
- «Коля, домой!» реж. Никита Владимиров (постановщик трюков) 2025 г.

## Проекты в работе
- к/к «Уволить Жору» реж. Марюс Вайсбег (постановщик трюков) в работе
- Сериал «Трансформеры» реж. Оксана Мафагел (постановщик трюков) в работе
- Сериал «Государь» реж. Сергей Гинзбург (постановщик трюков) в работе
- Сериал «Петр Второй» реж. Николай Бурлак (постановщик трюков) в работе
- Сериал «Теория большой Лжи» реж. Алиса Шитикова(постановщик трюков) в работе
- к/к  «900 км. до мечты» реж. Елена Макарова (постановщик трюков) в работе
- к/к  «Разыскивается Дед Мороз» реж. Анарио Мамедов (постановщик трюков) в работе
- Сериал «Волшебный участок-2» реж. Степан Гордеев (постановщик трюков) в работе
- к/к  «Огненный мальчик» реж. Надежда Михалкова (постановщик трюков) в работе
- к/к  «Вниз» реж. Марюс Вайсбег (постановщик трюков) в работе
- к/к  «Ангел"» реж. Александр Ковтунец (постановщик трюков) в работе
- Сериал «Холод» реж. Алексей Казаков (постановщик трюков) в работе
- к/к  «Любовь. Пломбы. И киты"» реж.  (постановщик трюков) в работе

## Клипы
- Группа AnJ «Прирожденные убийцы» реж. Анатолий Журавлев 2005 г. (постановщик трюков)
- Глюк’oZa «Взмах» Режиссура: «LUCH PRODUCTION» Продюсер: Максим Фадеев 2011 г. (постановщик трюков)
- Диана Арбенина «Инстаграмм» Режиссура: «Валерия Гай Германика» 2018 г. (постановщик трюков)
- Артур Пирожков «Она решила сдаться» реж. Serghey Grey 2019 г. (постановщик трюков)
- Артур Пирожков «Перетанцуй меня» реж. Serghey Grey 2020 г. (постановщик трюков)
- "LADY LO «ВЫДОХ» реж. Serghey Grey 2021 г. (постановщик трюков)
- Till Lindemann «Ich hasse Kinder 2021 г.(постановщик трюков)

## Театр
- Спектакль „Лес“ реж. Виктор Крамер — МХАТ им. Горького (постановщик трюков) 2021 г.
- Спектакль „Чудесный грузин“ реж. Рената Сотириади — МХАТ им. Горького (постановщик трюков) 2021 г.
- Спектакль „Золушка“ реж. Вячеслав Стародубцев — МХАТ им. Горького (постановщик трюков) в работе

## Награды
Профессиональная премия Гильдии каскадёров России „Альтер Эго“ за лучшие трюки в российском кино 2005—2017
Лучшая батальная сцена - Фильм "Царь" реж.П.Лунгин
Профессиональная премия Гильдии каскадёров России „Альтер Эго“ за лучшие трюки в кино 2018 года
Победитель в номинациях:
- Лучший российский трюковой фильм[3] (фильм „Бабушка легкого поведения − 2“)
- Лучшая постановка драки[4] (фильм „Бабушка легкого поведения −2“)
- Лучшее падение, каскад падений[5] (фильм „Бабушка легкого поведения −2“)

ХХ Всероссийский фестиваль кинокомедий „Улыбнись, Россия!“
- Победитель в номинации „Лучшая трюковая комедия“ (фильм „Бабушка легкого поведения-2“)

Профессиональная премия Гильдии каскадёров России „Альтер Эго“ за лучшие трюки в кино 2019—2020 года. Победитель в номинации:
- Лучший трюк с использованием спецэффектов и специальных приспособлений (фильм „Миллиард“)[6]

IV Профессиональная премия Гильдии каскадёров России „Альтер Эго“ за лучшие трюки в кино 2021 года 
Победитель в номинации:
- Лучший высотный трюк» (фильм «Прабабушка легкого поведения»)[7]
- Лучший российский трюковой фильм (сериал) «Собор»[8]

V Профессиональная премия Гильдии каскадёров России „Альтер Эго“ за лучшие трюки в кино 2024 года 
Победитель в номинации:
- Лучшая батальная сцена» (фильм «Этерна. Начало»)